# Hitropotezni šah
Hitropotezni šah (tudi brzopotezni šah ali v žargonu »cug«) je zvrst šaha, kjer je igralni čas za vsakega igralca omejen na 15 minut ali manj, najbolj pogosto pa pet minut. Partija se igra z uporabo šahovske ure. 
Poleg klasične zmage z matom je lahko partija dobljena s padcem nasprotnikove zastavice, kar pomeni, da mu je potekel dovoljeni čas. Če obema igralcema padeta zastvici, je partija remi.
Za igro veljajo sicer ista pravila kot za klasične igralne čase z nekaterimi spremembami. Najpomembnejša razlika je možnost reklamacije nepravilne poteze (zelo pogosto recimo kralj v šahu, ker napoved šaha ni obvezno), zaradi katere je partija takoj izgubljena. Poteza je sicer izvršena, če je bila pognana nasprotnikova ura. Nasprotnik lahko reklamira zmago pred izvršitvijo svoje poteze. 
Za zmago mora igralec imeti matni material. To je material, ki zadostuje, da se pravilno doseže pozicija, po možnosti pomožni mat, kjer se igralec na potezi ne more izogniti matu v eni potezi. Na ta način dva skakača proti golemu kraju ne zmagata, trdnjava proti skakaču in kralju pa je dovolj.